# Saint-Colomban, Québec
Saint-Colomban är en stad (kommun av typen ville) i provinsen Québec i Kanada. Den ligger i regionen Laurentides, i den sydöstra delen av landet, 130 km öster om huvudstaden Ottawa. Antalet invånare var 17 740 vid folkräkningen 2021. Arean är 93 kvadratkilometer.